# Hay que bañar al nene
Hay que bañar al nene es una película de Argentina en blanco y negro dirigida por Edgardo Togni según el guion de Abel Santa Cruz sobre su propia obra teatral homónima que se estrenó el 12 de junio de 1958 y que tuvo como protagonistas a Ana Mariscal, Juan José Míguez, Nelly Meden y Oscar Casco.

## Reparto
- Ana Mariscal …Estela
- Juan José Míguez …Osvaldo Méndez Ibáñez
- Nelly Meden …Patricia
- Oscar Casco …Roberto
- Herminia Franco …Josefina
- Elcira Olivera Garcés …Elvira
- Inés Moreno
- Semillita …Vendedor de catre
- Amalia Bernabé …Celadora Hogar Infantil
- Ernesto Villegas
- Carlos Champane
- Cristina Berys
- Gilda Lousek …Laura
- Juan Carlos Galván …Alberto